# Tempête Daniel
Ne doit pas être confondu avec l'ouragan « Daniel » en 2006 dans l'océan Pacifique, ou les cyclones tropicaux nommés « Danielle » .
La tempête Daniel est un cyclone subtropical méditerranéen qui a touché l'Europe du Sud-Est et le nord de l'Afrique en septembre 2023 et provoqué des milliers de morts, pour la plupart en Libye.
Entre le 4 et le 7 septembre 2023, ses pluies torrentielles causent d'importantes inondations notamment en Turquie, Grèce et Bulgarie, faisant au moins 26 morts et deux disparus.
Le 10 septembre, la tempête atteint le Nord-Est de la Libye, où elle déverse 414 mm de pluie en une journée. Les inondations et les coulées de boue provoqués par l'effondrement des barrages de Derna font plus de 11 470 morts et au moins 10 000 disparus,,.
Elle est survenue lors d'un blocage Oméga, zone de haute pression prise en sandwich entre deux dépressions, formant la lettre grecque Ω,.

## Évolution météorologique

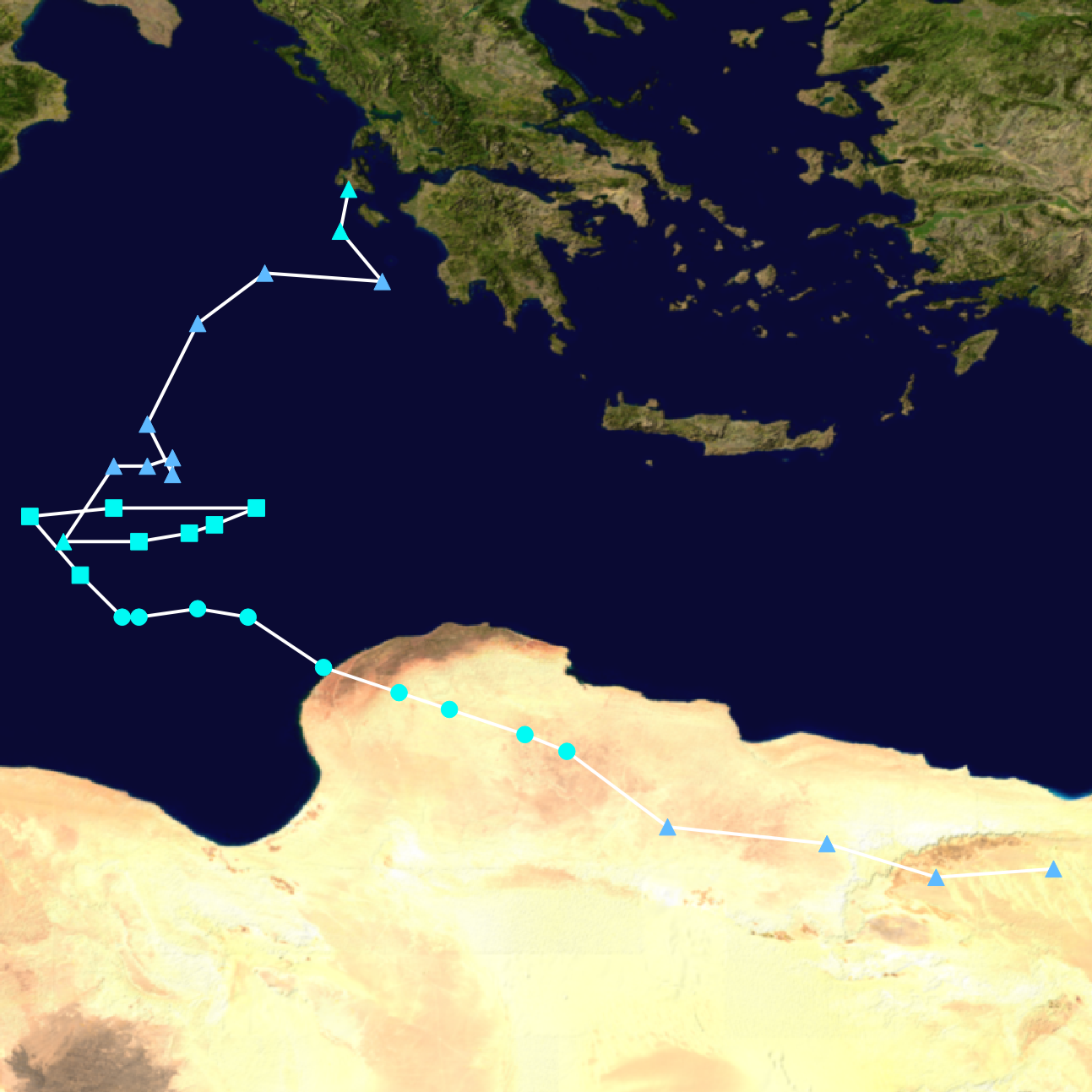
Trajectoire de Daniel.

La tempête Daniel s'est formée sur la mer Ionienne, dont la chaleur a contribué à produire l'humidité nécessaire. En effet, l'eau de surface de la mer Méditerranée était depuis plusieurs semaines de deux à trois degrés plus chaudes que d'habitude, atteignant le record de 28,71 °C en juillet.
Le 4 septembre, la tempête s'est déplacée vers l'intérieur des terres, dans les Balkans, entraînant des pluies torrentielles sur la région, et a été nommée par le Service météorologique national hellénique selon la classification des services météorologiques européens (elle fait cependant encore partie de la saison des tempêtes hivernales en Europe de 2022-2023).
Au cours des jours suivants, le système s'est déplacé vers le sud-est, culminant sous la forme d'une tempête subtropicale avec des vents enregistrés par les instruments de MetOp à 83 km/h. La tempête a ensuite touché terre près de la ville de Benghazi en Libye. Le 10 septembre, Daniel s'est dirigé vers l'est et a continué à l'intérieur des terres avant de dégénérer plus tard en une dépression résiduelle en raison de l'interaction de l'air sec et de la friction, se dissipant complètement le 12 septembre.
Affaiblie, elle a atteint le Nord de l'Égypte le 11 septembre, y causant des pluies modérées.
Des chercheurs estiment que le changement climatique augmente la probabilité, jusqu'à 50 fois, que surviennent en Libye des pluies d'une intensité similaire à celles qui ont entraîné ce sinistre. Pour la Grèce, la Bulgarie et la Turquie, l'intensité des pluies est rendue jusqu'à 10 fois plus probable, selon cette étude du World Weather Attribution.

## Conséquences

### Grèce

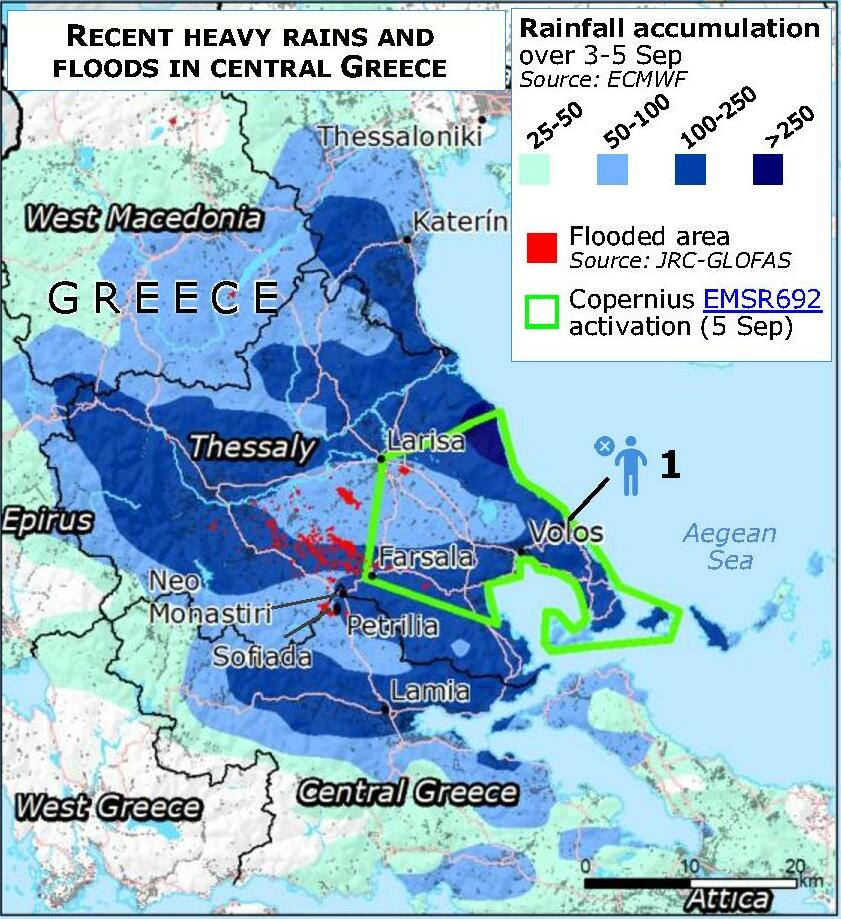
Carte des inondations en Grèce.

Le 5 septembre, le village de Zagorá a reçu 889 mm de pluie, 55 fois plus que la pluviométrie moyenne pour ce mois dans le pays. À Portariá, de nouvelles quantités record de pluie ont été mesurées à 884 mm ; cependant, d'autres précipitations n'ont pas pu être mesurées car la station météorologique est tombée en panne par la suite. Le 6 septembre, la rivière Krafsidonas (en), qui prend sa source au mont Pélion, a débordé de ses rives à Vólos et détruit un pont.
Le 7 septembre, la principale autoroute grecque entre Athènes et Thessalonique a été fermée et la liaison ferroviaire entre les deux villes a été suspendue. En Thessalie, des bâtiments et des ponts ont été démolis et des villes entières ont été submergées. Plus de 800 personnes ont dû être secourues. À Larissa, après la fin des pluies le 8 septembre, l'eau a continué à monter tandis que la rivière Pénée débordait de ses rives pour atteindre un niveau de 9,5 m, par rapport à la normale à environ 4 m.
Les 8 et 9 septembre, la base aérienne Stevanovikio (en) a Rígas Feréos, la principale de l'aviation légère de l'armée hellénique, est inondée. Au moins sept hélicoptères sont perdus. Les unités déménagent sur d'autres bases.
Depuis le début des pluies, le service de cartographie rapide du programme Copernicus a été activé pour la zone inondable en Grèce, dans laquelle l'analyse des données du satellite Sentinel-1 du 7 septembre a estimé à environ 73 000 ha la zone inondée. Les météorologues ont classé la tempête comme la pire qu'ait connue la Grèce depuis le début des relevés en 1930. En outre, les inondations en Thessalie, région qui fournit environ 15 % de la production agricole grecque, ont détruit les récoltes pour le reste de l'année et causé de graves dégâts à long terme, car l'épaisse couche de boue rendrait le sol globalement infertile. Le gouverneur de Thessalie, Kostas Agorastos, a déclaré à l'ERT que les dégâts causés par la tempête dans la région étaient évalués à plus de deux milliards d'euros.
Le 5 septembre, au moins une personne est morte dans des inondations en Thessalie. Le 6 septembre, au moins dix personnes ont été tuées dans des inondations provoquées par des pluies torrentielles en Bulgarie, en Turquie et en Grèce. Le 7 septembre, le bilan des inondations en Turquie, en Bulgarie et en Grèce s'est alourdi à quinze personnes après que cinq autres personnes ont été retrouvées mortes et d'autres portées disparues,. Au total, vingt-deux personnes ont été tuées et quatre autres ont disparu dans les trois pays depuis le début des inondations,. Le 10 septembre, quatre corps ont été retrouvés en Grèce, portant à quinze le nombre de morts dans le pays, deux personnes étant toujours portées disparues.

### Bulgarie
Des villages bulgares ont été submergés, notamment Kosti et Arapya, et des personnes évacuées. Deux personnes sont mortes, emportées après l'effondrement d'un pont dans la région de Tsarévo, et deux autres sont portées disparues.

### Turquie
En Turquie, cinq personnes ont perdu la vie lors des inondations à Kırklareli, deux autres sont mortes à Istanbul dans les districts de Başakşehir et Küçükçekmece.

### Libye

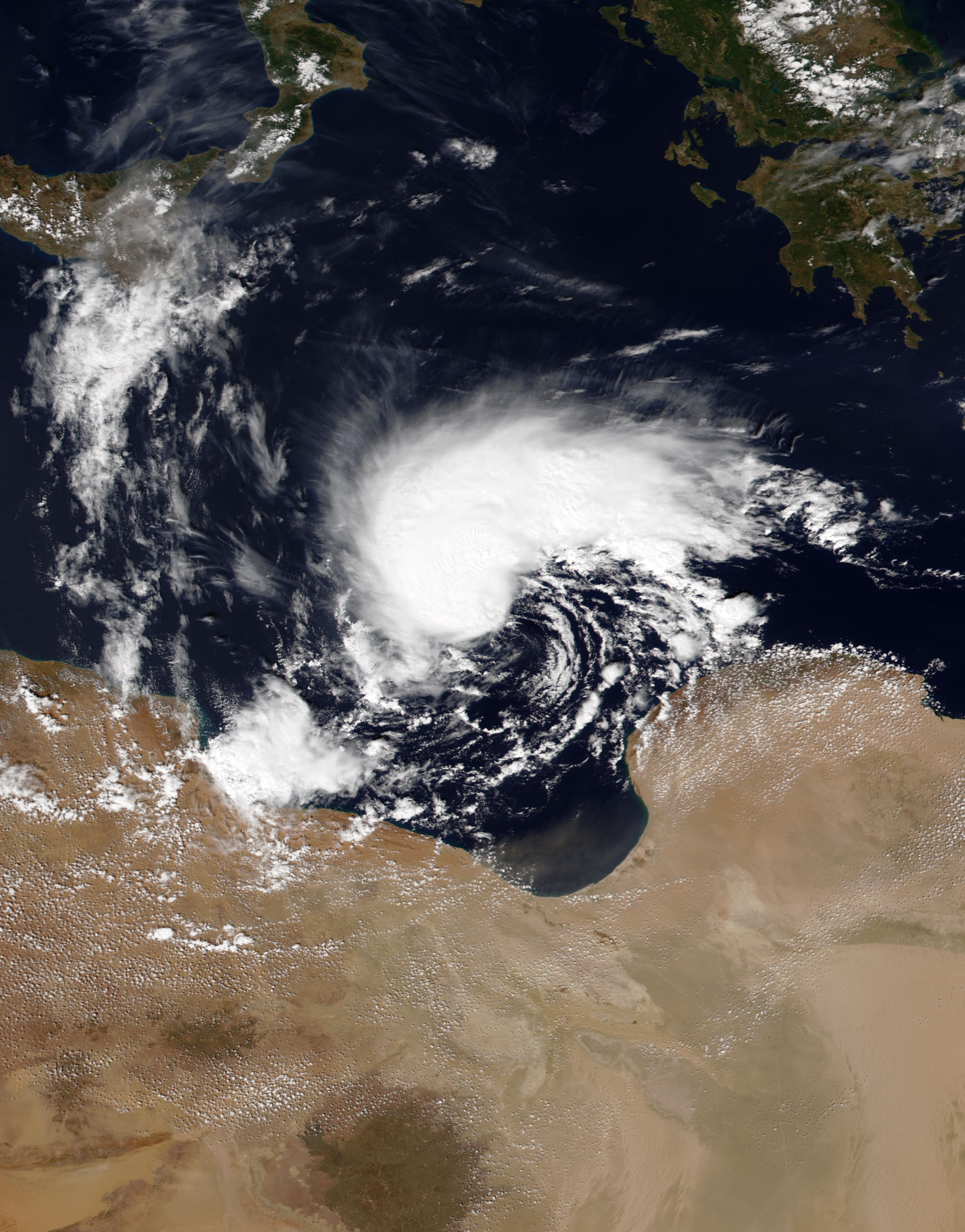
Vue satellite de la tempête Daniel le 9 septembre 2023 au large de la Libye.

La tempête, après avoir traversé la Méditerranée orientale, touche le nord de la Cyrénaïque en Libye. Les 414 mm de pluie déversés en une journée provoquent de violentes inondations et coulées de boue dans les villes de Derna, Al Marj et la région de Djebel Akhdar. La rupture des barrages de Derna et de Mansour situés sur l'oued Derna entraîne une inondation catastrophique à Derna. Plusieurs quartiers sont inondés, des édifices et des ponts détruits,,.
Le 11 septembre 2023, le Premier ministre libyen Oussama Hammad annonce qu'au moins deux mille personnes seraient mortes, et Issam Abu Zriba, ministre de l’Intérieur, annonce que cinq à six mille autres sont portées disparues. Le 12 septembre, le bilan humain monte à 2 300 morts, et le nombre de disparus pourrait dépasser les 10 000 personnes, selon la Croix-Rouge.
Le 13 septembre, un autre bilan indique que le nombre des victimes dépasse les 5 000 morts et celui des disparus dépasse les 10 000 personnes.
Un conseil des ministres extraordinaire décrète trois jours de deuil national.
Le 14 septembre, le Croissant-Rouge libyen appelle à la « prudence » au sujet des bilans chiffrés. Le 16 septembre, un nouveau bilan communiqué par le Bureau de la coordination des affaires humanitaires de l'Organisation des Nations unies  citant le Croissant-Rouge libyen, indique qu'au moins 11 300 personnes sont mortes dans la ville de Derna et 170 autres ailleurs dans l'est du pays, et qu'environ 10 100 habitants sont toujours portés disparus. Le même jour, le ministre de la Santé de l'administration de l'est de la Libye évoque 3 252 morts et l'Organisation mondiale de la santé fait état de 3 958 corps retrouvés et plus de 9 000 disparus. Parmi les victimes, au 19 septembre, 145 sont égyptiennes.
En décembre 2023, L'ONG Human Rights Watch appelle à une enquête indépendante pour examiner les défaillances dans la gestion des inondations qui ont ravagé l’est de la Libye.
En janvier 2024, d'après les conclusions de 25 experts. Les barrages qui ont cédé à Derna étaient fragiles. C'est la négligence qui a mené à la catastrophe. Elle aurait pu être évitée si les recommandations faites depuis 2003 d'entretenir ces barrages et d'en construire un troisième, avaient été appliquées.
Le 11 mars 2024, Amnesty International publie un rapport sur cette catastrophe dans lequel elle dénonce le manque d’équité dans l’accès aux indemnisations et appelle à des enquêtes approfondies sur la responsabilité de puissants acteurs militaires et politiques.

## Gestion de la crise en Libye

### Gestion intérieure
Le gouvernement internationalement reconnu du pays, à Tripoli, ne contrôle pas les zones orientales, mais envoie de l'aide.
Les premiers secours sont apportés par l'Armée nationale libyenne ; les équipes de la Croissant-Rouge, appuyés ensuite par d'autres organisations, telles le Comité international de la Croix-Rouge qui fournit 6 000 sacs mortuaires ou Médecins sans frontières (MSF).
Dans les trois centres médicaux de Derna visités par MSF, un centre est fermé parce que tout le personnel de l'équipe médicale est décédé et les deux autres fonctionnent avec du personnel médical venu en renfort de Tripoli. L'émergence de maladies liées à l'eau est un risque existant.

### Aide internationale
ONU
Une équipe d'United Nations Disaster Assessment and Coordination (en) (UNDAC) est déployée pour assister les autorités locales tandis que 10 millions de dollars US sont affectés par le Fonds central d'intervention d'urgence pour aider la population. Le 13 septembre, le premier lot alimentaire du Programme alimentaire mondial arrive en Libye. Le 14 septembre, le Bureau de la coordination des affaires humanitaires de l’ONU lance un appel aux dons pour un montant de 71,4 millions de dollars pour assister 250 000 personnes, quoique les besoins pourraient concerner 880 000 personnes dans les prochains mois, dont 39 000 déplacés.
Le 17 septembre, le Haut Commissariat des Nations unies pour les réfugiés a distribué des kits de secours comprenant couvertures, bâches, matériel de cuisine à 6 200 familles tandis que le programme alimentaire mondial a distribué des rations à plus de 5 000 foyers et que l'Organisation mondiale de la santé (OMS) a expédié 28 tonnes de fournitures médicales.
États du Proche et Moyen-Orient
La Turquie envoie dès le 12 septembre deux avions avec un détachement de 168 secouristes, avec dix ambulances, et de l'aide humanitaire,. Deux hôpitaux de campagne turcs doivent être envoyés.
Tandis que l'Algérie envoie une importante aide humanitaire à bord de huit avions militaires ainsi que des secouristes, 80 étant à Derna dès le 13 septembre, l'Égypte envoie trois avions d'aide et des équipes de recherche et de sauvetage et prépare des camps dans l'ouest du pays pour accueillir des déplacés. Elle déploie également un porte-hélicoptères Mistral avec soixante-dix lits d'hôpitaux et deux blocs opératoires. La Jordanie et le Qatar ont quant à eux affrété un avion rempli d’aide humanitaire chacun, le second y ajoutant également un hôpital de campagne.
Union européenne
Dans les jours qui suivent, l'Union européenne alloue un fonds d’urgence de 5,7 millions d'euros, tandis que plusieurs de ses États membres (Allemagne, Autriche,Belgique, Finlande, France, Italie, Pays-Bas, Roumanie, Suède)  offrent, via le mécanisme européen de protection civile, l’assistance suivante,, :
| Élément                                       | États d'origine                                 |
| --------------------------------------------- | ----------------------------------------------- |
| Équipe EUCP                                   | Union européenne                                |
| Hôpital de campagne                           | France                                          |
| Hélicoptères (2)                              | Italie                                          |
| Équipe de plongeurs                           | Italie                                          |
| Générateurs électriques (80)                  | —                                               |
| Équipements lourds, dont camions (4)          | Italie                                          |
| Pompes hydrauliques (10)                      | —                                               |
| Kits d'hygiène (> 6 000)                      | —                                               |
| Ravitaillement en eau et nourriture (> 4 500) | —                                               |
| Abris (> 27 000)                              | Belgique, Allemagne, Roumanie, Finlande, Italie |
| Éléments de recherche et sauvetage (1 500)    | —                                               |

Le 13 septembre, un premier détachement français composé d’une soixantaine de sapeurs-sauveteurs et de sapeurs-pompiers du Gard part en Libye pour déployer le détachement d'intervention catastrophes aéromobile. Le 15 septembre, le détachement prépare l’hôpital sur la base d'Al Abraq (en) tandis que les hélicoptères et plongeurs italiens opèrent à Darna, mais un troisième appareil français, pour des raisons administratives, ne peut atterrir avec les éléments complémentaires. L’ESCRIM est opérationnel à Derna le 17 septembre,. Le 15 octobre, après avoir réalisé plus de 1600 consultations, la mission du détachement se termine.
Le 14 septembre, la Belgique déclenche sa structure B-FAST pour déployer 19 tonnes d’aide matérielle (240 tentes, 700 sacs de couchage, 4 400 kits de première nécessité).
Le 17 septembre, une équipe grecque en transit entre Benghazi et Derna est victime d'un accident de la route impliquant un autre véhicule ; outre cinq Libyens tués ou gravement blessés dans l'autre véhicule, cinq Grecs sont tués (trois militaires et deux interprètes du ministère des affaires étrangères) et quatorze autres blessés, dont six grièvement.

### Risque sanitaire
Une semaine après la tempête, l’ONU indique s’inquiéter des risques sanitaires, les maladies pouvant se propager auprès des populations déplacées ou sans abris du fait du manque d’hygiène ou de l’exposition à des eaux contaminées. L’UNICEF a distribué des trousses médicales d’urgence aux établissements de santé afin de soutenir 15 000 personnes pendant trois mois. Bien qu’un millier de corps aient été enterrés dans des fosses communes, les organisations internationales déconseillent cette pratique qui a un impact négatif sur le moral des familles en empêchant le bon accomplissement du deuil, tout en ayant un bénéfice limité en matière de santé publique dès lors que les corps ne sont pas en contact avec des sources d’eau potable,.